# USS Herald (1798)
Pour les autres navires du même nom, voir USS Herald.
L’USS Herald est un brick de 18 canons acheté par l'US Navy à Edward Davis en juin 1798. Il participe activement à la quasi-guerre, en poursuivant les corsaires français qui harcèlent le commerce américain dans les Caraïbes. Il sera retiré du service et revendu en 1801.

## Source
- (en) Cet article est partiellement ou en totalité issu de l’article de Wikipédia en anglais intitulé « USS Herald (1798) » (voir la liste des auteurs).